# 伽蓝殿
伽蓝殿是汉传佛教寺院中非常重要的殿堂之一，一般坐落在大雄宝殿东侧。

## 词源学
“伽蓝”是“僧伽蓝摩”的略称，意译作“众园”。在佛教中，“伽蓝”原指修建僧舍的基地，后来引申为包括土地、建筑物在内的寺院的总称。

## 供奉
在古印度，伽蓝殿供奉的是古印度的波斯匿王、祗多太子、给孤独长者，他们三人建立了宏大的祗园精舍，供佛陀安居弘法，为佛教的建立和传播做出了重大贡献，被尊奉为佛教的伽蓝神，即土地的守护神。
在中国的汉传佛教中，伽蓝殿主要供奉三国时期蜀国大将关羽。传说，隋朝天台宗建立者智顗在今湖北省玉泉山时，夜晚遇到一个怪物，有位生有长髯的大神现身和他交谈，自称汉将军关羽，智顗给他讲经说法，他皈依佛教，誓愿作佛教的护法。把关羽列入佛教护法神，使得佛教在中国民间更加广泛传播。